# جيمس كرايغ (سياسي)
جيمس كرايغ هو سياسي كندي، ولد في 1823 بساوث غلينغاري في كندا، وتوفي بنفس المكان في 1874. حزبياً، نشط في حزب أونتاريو المحافظ التقدمي. وقد انتخب عضو برلمان مقاطعة أونتاريو عن دائرة Glengarry (provincial electoral district) ‏ (21 مارس 1871 – 23 ديسمبر 1874).